# Gmina Čelinac
Gmina Čelinac (serb. Општина Челинац / Opština Čelinac) – gmina w Bośni i Hercegowinie, w Republice Serbskiej. W 2013 roku liczyła 15 117 mieszkańców.